# Pjotr Sapegin
Pjotr Klimentevitx Sapegin (nascut el 4 de desembre de 1955) és un animador nascut a Rússia i que actualment viu a Noruega.
Nascut i criat a Moscou, va emigrar a Noruega el 1990. Va ser cofundador de l'estudi d'animació Studio Magica, més tard va fundar l'estudi d'animació Pravda després del tancament de Magica.
Primer es va fer conegut pel seu curtmetratge de 1995 Katten Mons, més tard va rebre atenció per la seva sèrie de pel·lícules anteriors Edvard basades lliurement en el compositor Edvard Grieg. Dues de les seves pel·lícules posteriors més destacades, Aria del 2001 i Gjennom mine tykke briller del 2004 van ser coproduïdes per el National Film Board of Canada.
Ha guanyat dues vegades el Premi Amanda al millor curtmetratge al Festival Internacional de Cinema de Noruega, guanyant el 1998 per Huset på Kampen i en 2002 per Aria, i dues vegades nominada als Premis Genie al Millor curt d'animació, rebent nominacions als 22ns Premis Genie l'any 2002 per Aria i als 25ns Premis Genie el 2005 per Through My Thick Glasses.

## Filmografia
- 1992 - Edvard
- 1993 - Edvard – den nakne sannhet
- 1993 - Edvard – lengselens uutholdelige letthet
- 1993 - Fiskeboller
- 1994 - Ippolita – den lille amasone
- 1995 - Edvard – på bronseplass
- 1995 - Katten Mons
- 1996 - Edvard – ferietid
- 1996 - Hundeflax
- 1996 - Skilpaddeflax
- 1997 - Bamseflax
- 1997 - Okseflax
- 1998 - Huset på Kampen
- 1998 - Saltkvernen
- 1999 - Sniler
- 2000 - I et hjørne av verden
- 2001 - Aria
- 2004 - Gjennom mine tykke briller
- 2005 - Nå skal du høre...
- 2010 - Det siste norske trollet
- 2013 - Berserk
- 2019 - Menneskets opprinnelse